# دولت وحدت ملی میانمار
دولت وحدت ملی جمهوری اتحادیه میانمار (برمه‌ای: အမျိုးသားညီညွတ်ရေး အစိုးရ; به اختصار NUG) یک دولت در تبعید متعلق به میانمار است که توسط گروهی از قانون‌گذاران منتخب و اعضای پارلمان برکنار شده در کودتای ۲۰۲۱ میانمار با عنوان کمیته نماینده پیداونگ سو هلوتاو (CRPH)، تشکیل شده است. پارلمان اروپا، دولت وحدت ملی را به عنوان دولت قانونی میانمار به رسمیت شناخته است. این دولت، شامل نمایندگان لیگ ملی برای دموکراسی (حزب حاکم برکنار شده مشاور دولتی آنگ سان سوچی)، گروه‌های شورشی اقلیت قومی و احزاب کوچک مختلف می‌شود.شورای اداری، حاکم کشور، خونتای نظامی دولت وحدت ملی را غیرقانونیو یک سازمان تروریستی اعلام کرده است.
در ماه مه ۲۰۲۱، دولت وحدت ملی، تشکیل «نیروی دفاع مردمی» و در سپتامبر، آغاز یک «جنگ دفاعی» و انقلاب سراسری علیه حکومت نظامی را اعلام کرد.از سپتامبر ۲۰۲۱، دولت وحدت ملی، دفاتر نمایندگی در آمریکا، بریتانیا، نروژ، فرانسه، جمهوری چک، استرالیا و کره جنوبی تأسیس کرده بود.در ۱ فوریه ۲۰۲۲، وزارت امور خارجه دولت وحدت ملی، سا با هلا ثاین را به عنوان نخستین نماینده در ژاپن منصوب کرد.